# Historiske Dage
Historiske Dage er en historisk festival og messe, der afholdes årligt i marts eller april i Øksnehallen i København.
Historiske Dage er et weekendarrangement, der omfatter et historisk marked med formidling af ny viden om gamle begivenheder gennem optræden, debat, samtale, foredrag og historiske shows suppleret med udstillinger, aktiviteter og informationsboder fra museer, arkiver, medier, forlag og foreninger samt forhandlere af historiske varer og produkter.
Festivalen, der blev arrangeret første gang i 2015, arrangeres af Folkeuniversitetet i Aarhus, Emdrup og Herning. Initiativtager til festivalen er redaktør Bjarke Larsen, som sammen med historiker og cand.mag. Henrik Thorvald Rasmussen etablerede festivalen. Bjarke Larsen trak sig i 2019 fra festivalen, som i dag ledes af Rasmussen i samarbejde med Folkeuniversitetet i Aarhus. 

## Priser og hædersbevisninger
På Historiske Dage uddeles en række historiske hæderspriser, deriblandt "Årets historiske bog" uddelt af Dansk Historisk Fællesråd, "Årets historiekonkurrence" udskrevet af Historielærerforeningen for gymnasiet og HF samt festivalens egen pris "Historiske Dages Fornyelsespris", der belønner nye former for historisk formidling.
Modtagere af Historiske Dages Fornyelsespris
- 2015 - "Århundredets Festival" (arrangeret af Folkeuniversitetet og Aarhus Universitet) vandt 1. præmien med forestillingen "Forestillingen om en historie"[1]
- 2016 - Esrum Kloster for udstillingen "Vejen til frelse"[1]
- 2017 - Øhavsmuseet i Faaborg med udstillingen "Savn & brand"[1][2]
- 2018 - Museum Lolland-Falster for udstillingen "Museum Obscurum"[1][3]
- 2019 - Aarhus Universitetsforlag for bogserien "100 danmarkshistorier", serveret i små og overkommelige bogbidder, - i 100 bøger á 100 sider udgivet over 8 år med en hver måned
- 2020 - ikke uddelt
- 2021 - ukendt
- 2022 - Koldkrigsmuseum Stevnsfort[4]
- 2023 - Skibsklarerergaarden for vandreforestillingen "Et livsdilemma"[5]

## Historiske Dage
| År   | Dato            | Antal udstillere | Udstillere | Besøgende  | Noter                                                                                    |
| ---- | --------------- | ---------------- | --- | ---------- | ---------------------------------------------------------------------------------------- |
| 2015 | 14.-15. marts   | 55               | 1914-gruppen “Sikringsstyrken på Vestvolden”, Alt om Historie, Arbejdermuseet, Blue and Gray, Byvandring.nu, Cultours.dk, Danmark bliver til, Danmarks Borgcenter, Danmarkshistorien.dk, Dansk Center for Byhistorie, Esrum Kloster & Møllegård, Forlaget Columbus, Forlaget Frydenlund, Forlaget Hovedland, Forlaget Orbis, Forlaget Pressto, Forlaget Vandkunsten, Forsorgsmuseet, Frederiksberg Stadsarkiv, Frilandsmuseet, Gads Forlag, Greve Museum, Gyldendal, Historiensverden.dk, Historisk Atlas, Historiskerejser.dk, Illustreret Videnskab - Historie, Informations Forlag, Kle-art, Kristeligt Dagblads Forlag, Kulturstyrelsen, Københavns Befæstning, Københavns Stadsarkiv, Landsforeningen til bevaring af Foto og Film, Lauritz.com, Lindhardt og Ringhof, Middelaldercentret, Moesgaard Museum, Mosede Fort, Museerne i Fredericia, Museum Lolland-Falster, Museum Tusculanums Forlag, Nationalmuseet, Nationalt Videncenter for Historie og Kulturarvsformidling, Odense Bys Museer, Permild & Rosengreen, Polfoto, Politikens Forlag, Politimuseet, Post & Tele Museum, Rigsarkivet, Sammenslutningen af Slægtshistoriske Foreninger, Saxo-Instituttet, Skalk, Struden Historiske Replica, Syddansk Universitetsforlag, Teknologihistorie DTU, temp – tidsskrift for historie, Tidsskriftet SFINX, Turbine Forlaget, Vangsgaards, Vikingeskibsmuseet, Visit Carlsberg, Vaabenhistorisk Selskab, Aarhus Universitetsforlag | 6.000      | 85 historiske events, foredrag og debatter på 3 scener                                   |
| 2016 | 9.-10. april    | 65               | 1914-gruppen “Sikringsstyrken på Vestvolden”, Andelslandsbyen Nyvang, Atlantis Rejser, Blue & Gray, Byvandring.nu, Coop 150 år, Cultours.dk, Dagbladet Information, Danevirke Museum, Danmarkshistorien.dk, Dansk Center for Byhistorie, Dansk Militærhistorisk Køretøjs-Forening, Dansk Vestindisk Selskab, Dansk Ægyptologisk Selskab, Den Slesvigske Samling, Det Nationalhistoriske Museum, DR Historie, Falck Danmark, Falihos, Forlaget Bazar, Forlaget Columbus, Forlaget Den Blå Ugle, Forlaget Hovedland, Forlaget Orbis og Tidsskriftet Sfinx, Forlaget Pressto, Forlaget Ådalen, Frederiksberg Stadsarkiv, Frilandsmuseet, Gads Forlag, Garderhøjfortet, Grænseforeningen, Gyldendal, Helsingør Kommunes Museer, HistorieLab, Historisk Arkiv for Haderslev Kommune, Historisk Samfund for Sønderjylland, historiskatlas.dk, Historiske Rejser, Hjerl Hede, Illustreret Videnskab - Historie, Immigrantmuseet, Informations Forlag, Kristeligt Dagblads Forlag, Københavns Befæstning, Københavns Byvandrerlaug, Københavns Museum, Københavns Stadsarkiv, Langelands Museum, Lauritz.com, Lindhardt og Ringhof, Logic Artists, Middelaldercentret, Moesgaard Museum, Museerne i Fredericia, Museum Sønderjylland, Museum Tusculanums Forlag, Museum Vestsjælland, My Heritage, Nyborg Slot, Oplevelsescenter Vestvolden, Polfoto, Politiken, Post & Tele Museum, Ringkøbing-Skjern Museum, Skalk, Smsl. af lokalhistoriske foreninger og arkiver i Københavns Kommune, Smsl. af Slægtshistoriske Foreninger, Syddansk Universitetsforlag, Sydslesvigsk Forening, Trap Danmark, Turbine Forlaget, Vejle Stadsarkiv, VejleMuseerne, Østfyns Museer, Aarhus Universitetsforlag | 8.000      | 130 historiske events, foredrag og debatter på 4 scener                                  |
| 2017 | 25.-26. marts   | 70               | Alt om Historie, Andelslandsbyen Nyvang, Anno Domini, Blue & Gray, Christiansborg Slot, Cultours, Danmarks Forsorgsmuseum, Dansk Centralbibliotek Sydslesvig, Dansk Lokalhistorisk Forening, Dansk Militaria Forening, Dansk Militærhistorisk Køretøjs-Forening, Dansk Teknologihistorie, Dansk Ægyptologisk Selskab, Den Gamle By, Den Slesvigske Samling, Ejbybunkeren, Falihos, Forlaget Columbus, Forlaget Ådalen, Frederiksberg Stadsarkiv, Freydis – CPK historisk håndværk, Frilandsmuseet, Frydenlund og Nyt DPIF, Gads Forlag, Garderhøjfortet, Genealogisk Forlag, Grænseforeningen, Gyldendal, Helsingør Kommunes Museer, HistorieLab, Historisk Arkiv for Haderslev Kommune, Historisk Atlas, Historisk Samfund for Sønderjylland, Historiskerejser.dk, Højskolehistorisk Forening, Haase Forlag, Illustreret Videnskab - Historie, Informations Forlag, Klassik, Kristeligt Dagblads Forlag, Kronborg Slot, Københavns Befæstning, Københavns Byvandrerlaug, Københavns Museum, Københavns Stadsarkiv, Langelands Museum, Lindhardt og Ringhof, made by vikings, Magasin du Nord Museum, Mjødladen, Museerne i Fredericia, Museum Amager, Museum Sydøstdanmark, Museum Sønderjylland, Museum Tusculanums Forlag, Museum Vestsjælland, My Heritage, Nationalmuseet, Danske Arkiver, Panzermuseum East, People's Press, Politihistorisk Forening, Politiken, Rigsarkivet, Ringkøbing-Skjern Museum, Rollespilslauget, Ræson, Sammenslutningen af lokalarkiver i København, Sammenslutningen af Slægtshistoriske Foreninger, Sikringsstyrken på Vestvolden, Skalk, Slægt & Data – DIS-Danmark, Slægtens Forlag, Slægtshistorisk forening for Storkøbenhavn, Syddansk Universitetsforlag, Sydslesvigsk Forening, TaxiBjarne, Trap Danmark, Turbine Forlaget, Tøjhusmuseet, Vejle Stadsarkiv, Vejlemuseerne, WW2Yanks.dk, Aarhus Universitetsforlag |            | Omkring 130 historiske events, foredrag og debatter                                      |
| 2018 | 10.-11. marts   | 90               | Alt om Historie, Andelslandsbyen Nyvang, Blue & Gray, Bogklubben Gyldendal Historie, Christiansborg Slot, Cultours, Dansk Centralbibliotek Sydslesvig, Dansk Jernbane-Klub, Dansk Lokalhistorisk Forening, Dansk Militærhistorisk Køretøjs-Forening, Danske Veteranbaners Fællesrepræsentation, Danske Veterantog, DC-3 Vennerne, Den Blå Ugle, Den Gamle By, Den Polske Ambassade, Den Slesvigske Samling, Falihos, Foreningen De Historiestuderende, Forlaget Columbus, Forsvarsakademiet, Frederiksberg Stadsarkiv, Frilandsmuseet, Frydenlund og Nyt DPIF, Gads Forlag, Genealogisk Forlag, Greve Museum, Grænseforeningen, Gyldendal, Helsingør Kommunes Museer, Historicum, Historie Haderslev, HistorieLab, Historisk Samfund for Sønderjylland, Historiske Dage Rejser, Højskolehistorisk Forening, Haase Forlag, Illustreret Videnskab - Historie, Informations Forlag, Institut for Militærhistorie og Krigsteori, Koldkrigsmuseum Stevnsfort, Krigshistorisk Festival, Kristeligt Dagblads Forlag, Kronborg Slot, Kroppedal Museum, Københavnersalonen, Københavns Byvandrerlaug, Københavns Historiske Fægteklub, Københavns Museum, Københavns Stadsarkiv, Lahrsten, made by vikings, Maria Helleberg, MegaNørd, Mjødladen, Mosede Fort, Museum Sønderjylland, Museum Tusculanums Forlag, Museum Vestsjælland, My Heritage, Nationalmuseet, Non Nomen, Oplevelsescenter Vestvolden, Panzermuseum East, People's Press, Politihistorisk Forening, Rigsarkivet, Ræson, Sammenslutningen af lokalarkiver i København, Sammenslutningen af Slægtshistoriske Foreninger, Selsø Slot, Sigurd Barrett, Sikringsstyrken på Vestvolden, Skalk, Slægt & Data – DIS-Danmark, Slægtens Forlag, Slægtshistorisk forening for Storkøbenhavn, Sporvejsmuseet Skjoldenæsholm, Syddansk Universitetsforlag, Sydslesvigsk Forening, TaxiBjarne, Teknologihistorie DTU, Tirpitz Museum, Totalforsvarscenter Værløse, Trap Danmark, Turbine Forlaget, Tøjhusmuseet, Vardemuseerne, WW2Yanks.dk, Aarhus Universitetsforlag |            |                                                                                          |
| 2019 | 30.-31. marts   | 83               | Akademiet for Historiske Frisurer, Alt om Historie, Andelslandsbyen Nyvang, Blue and Gray, Bogklubben Gyldendal Historie, Brandmuseet, Cultours, Danmarks-Samfundet, Danmarks Tekniske Museum, Dansk Jernbane-Klub, Dansk Lokalhistorisk Forening, Dansk Militærhistorisk Køretøjs-Forening, Dansk Numismatisk Forening, Danske Slægtsforskere, Danske Veteranbaners Fællesrepræsentation, Das Reich, Den Gamle By, Den Slesvigske Samling, Den Tyske Ambassade København, Foreningen De Historiestuderende, Forlaget Columbus, Forlaget Klithedegården, Forlaget Multivers, Forsvarsakademiet – Institut for Militærhistorie og Krigsteori, Frederiksberg Stadsarkiv, Frydenlund og Nyt DPIF, Gads Forlag, Genealogisk Forlag, Greve Museum, Groth Østergaard Animation, Grænseforeningen, Gyldendal, Haase Forlag, Herregårdsmuseet Selsø Slot, Historia, Historicum, Historie Haderslev, Historisk Samfund for Sønderjylland, Hovedstadens Beredskab, Brandmuseet, Højskolehistorisk Forening, Illustreret Videnskab - Historie, Information, Koldkrigsmuseum Stevnsfort, Kristeligt Dagblads Forlag, Kunst & historisk håndværk, Københavns Byvandrerlaug, Københavns Museum, Lindhardt og Ringhof, Maria Helleberg, Medicinsk Museion, Mosede Fort – Danmark 1914-18, Museum Sønderjylland, Museum Tusculanums Forlag, Museum Vestsjælland, My Heritage, Non Nomen, People's Press, Pirita Taskinen, Polens Ambassade, Politihistorisk Forening, Politiken Historie, Politikens Forlag, Rigsarkivet, Rollespilsakademiet, Ræson, Sagnlandet Lejre, Sammenslutningen af Slægtshistoriske Foreninger, Sigurd Barrett, Skalk, SLAK – Sammenslutningen af lokalarkiver i København, Sporvejsmuseet Skjoldenæsholm, Syddansk Universitetsforlag, Sydslesvigsk Forening, TaxiBjarne, TFCV Beredskab, Trap Danmark, Turbine Forlaget, Vikingeborgen Trelleborg, Vikingeskibsmuseet i Roskilde, Westfront 1916, ww2yanks.dk, Aarhus Universitetsforlag | ca. 10.000 | Omkring 130 historiske events, foredrag og debatter                                      |
| 2020 | 21.-22. marts   | 90               | Akademiet for Historiske Frisurer, Andelslandsbyen Nyvang, Bag om København, Ballonparkens Historiske Selskab, Blue and Gray, Brandmuseet, Cirkusmuseet, Cultours, Dagbladet Information, Danmarks-Samfundet, Dansk Jernbane-Klub, Dansk Lokalhistorisk Forening, Dansk Medicinsk-Historisk Selskab, Dansk Militærhistorisk Køretøjs-Forening, Dansk Numismatisk Forening, Danske Slægtsforskere, Danske Veteranbaners Fællesrepræsentation, Den Gamle By, Den Slesvigske Samling, Den Tyske Ambassade København, Esrum Kloster, Europaparlamentet Danmark, Forlaget Bilgrav, Forlaget Columbus, Forlaget Klim, Forlaget Ådalen, Forstadsmuseet, Forsvarsakademiet – Institut for Militærhistorie og Krigsteori, Frederik 3.'s Garden, Freie Rostocker Frähnlein, Frilandsmuseet, Frydenlund og Nyt DPIF, Gads Forlag, Garderhusarregimentets Historiske Samling, Genealogisk Forlag, Glyptoteket, Greve Museum, Groth Østergaard Animation, Grænseforeningen, Gyldendal, Haase Forlag, Herregårdsmuseet Selsø Slot, Herulerne, Historie Haderslev, Historisk Atlas, Historisk Samfund for Sønderjylland, Højskolehistorisk Forening, Institut Sankt Joseph, Koldkrigsmuseum Stevnsfort, Krigshistorisk Festival Kristeligt Dagblads Forlag, Københavns Byvandrerlaug, Københavns Historiske Fægteklub, Landsforrædernes Børn, Legio VI Victrix Cohors II Cimbria, Lindhardt og Ringhof, Livgardens Historiske Samling, Lydtid, Medicinsk Museion, Middelalderforeningen Korsfarerne, Mosede Fort – Danmark 1914-18, Museum Amager, Museum Sønderjylland, My Heritage, Non Nomen, Panzermuseum East, Polens Ambassade, Politiken Historie, Politikens Forlag, Regimentet, Rigsarkivet, Ringsted Radiomuseum, Rollespilsakademiet, Rudersdal Museer, Ræson, Samfundet for dansk Genealogi og Personalhistorie, Selskabet for Naturlærens Ubdredelse, Skalk, SLAK – Sammenslutningen af lokalarkiver i København, Slægtshistorisk Forening Storkøbenhavn, Sporvejsmuseet Skjoldenæsholm, Storyhouse, Syddansk Universitetsforlag, Sydslesvigsk Forening, Søværnet, TaxiBjarne, Teknologihistorie DTU, TimeWinder, Totalforsvarscenter Værløse Beredskab, Trap Danmark, Turbine Forlaget, Udenrigsministeriet, Ulfhedninr, Viktors Farmor, Vild Historie, Westfront 1916, ww2yanks.dk, Aarhus Universitetsforlag | 0          | Aflyst pga. corona-epidemien i Danmark                                                   |
| 2021 | 16.-17. oktober |                  | |            | Afholdt denne gang på Folkeuniversitetet i Emdrup og uden udstillingsstande pga. corona. |
| 2022 | 26.-27. marts   |                  | Cultours, Danmarks Busmuseum, Dansk Teater 300 år, Forstadsmuseet, Gardehusarregimentets Historiske Samling, Greve Museum og Mosede Fort, Koldkrigsmuseum Stevnsfort, Magasin du Nord Museum, Middelalderforeningen Korsfarerne, Museum Nordsjælland, Museum Sønderjylland, My Heritage, Politihistorisk Forening, Ringsted Radiomuseum, Rudersdal Museer, Sporvejsmuseet, Teatermuseet i Hofteatret, Vejlemuseerne |            | Historiske Dage er tilbage til Øksnehallen i 2022.                                       |
| 2023 | 18.-19. marts   |                  | Ballonparkens Historiske Selskab, Blue and Gray American Civil War Reenactors of Denmark, Cultours, DAFARO (Danish Airbase Fire And Rescue Organization), Danmarks-Samfundet, Dansk Centralbibliotek for Sydslesvig, Dansk Jødisk Museum, Dansk Militærhistorisk Køretøjs-Forening, Dansk Pædagogisk Historisk Forening og Samling, Danske Empire Dansere, Danske Slægtsforskere, Det Udenrigspolitiske Selskab, Europa-Parlamentet i Danmark, Falck-Museets Venner Solrød, Forlaget Columbus, Forlaget Grønningen 1, Forlaget Ådalen, Forstadsmuseet, Frederik 3.s Garde, Fredriksdal Museer och Trädgårdar, Frydenlund, Fængselshistorisk Selskab, Gads Forlag, Garderhusarregimentets Historiske Samling, Grænseforeningen, Gyldendal, Helsingborgs museum, Herulerne, Historie Haderslev, Historisk Samfund for Sønderjylland, Historiska Museet vid Lunds Universitet, Hovedstadens Beredskab, Brandmuseet, Kristeligt Dagblads Forlag, Kärnan, Københavns Historiske Fægteklub, Legio VI Victrix Cohors II Cimbria, Lindhardt og Ringhof, Lunds Domkyrka, Lyd på museet – Soundscapes i autentiske bygninger, Lützhøfts Købmandsgård, Maria Helleberg, Middelaldercentret Nykøbing F., Middelalderforeningen Korsfarerne, Multivers, Museet Kulturen i Lund, Museum Sønderjylland, Museum Vestsjælland, My Heritage, Oplevelsescenter Nyvang, Politihistorisk Forening, Politiken Historie, Politikens Forlag, Regimentet, Ringsted Radiomuseum, Sammenslutningen af lokalarkiver i København, Selskabet for Arbejderhistorie, SFAH, Skolehistorie, Society for Combat Archaeology, Sporvejsmuseet, Stjerne Radio, Syddansk Universitetsforlag, TaxiBjarne, Teatermuseet i Hofteatret, Tråde i tiden, Turbine Forlaget, Tycho Brahe Muséet, Ulfhednir, Uppåkra Arkæologiske Center, Viktors Farmor, Visit Lund, Westfront 1916, ww2yanks.dk, Æra, Aarhus Teater, Aarhus Universitetsforlag |            |                                                                                          |
| 2024 | 9.-10. marts    |                  | Blue and Gray American Civil War Reenactors of Denmark, Cultours, Dacapo Records, DAFARO (Danish Airbase Fire And Rescue Organization), Danmarks-Samfundet, Dansk Jødisk Museum, Dansk Militærhistorisk Køretøjs-Forening, Dansk Pædagogisk Historisk Forening og Samling, Danske Empire Dansere, Danske Slægtsforskere, Den Gamle By, Den Kloge Kone, Det Udenrigspolitiske Selskab, DR-Museum, Edition S, Europa-Parlamentet i Danmark, Falck-Museets Venner Solrød, Forlaget Columbus, Forlaget Grønningen 1, Forlaget Klim, Forlaget Multivers, Forlaget Zara, Forstadsmuseet, Frederik 3.s Garde, Frihedsmuseets venner, Frimærke-, Brev- & Postkortsamleren, Frydenlund, Fængselshistorisk Selskab, Gads Forlag, Garderhusarregimentets Historiske Samling, Grænseforeningen, Gutkind, Gyldendal, Helsingborgs Museum, Historia, Historisk Atlas, Historiska Museet vid Lunds Universitet, Historiske Vandringer, HITEK – IDAs selskab for Historisk Teknologi, Hovedstadens Beredskab, Brandmuseet, Islands Nationalmuseum, Kle-art, Kristeligt Dagblads Forlag, Kulturen i Lund, Kulturrejser Europa, Københavns Stadsarkiv, Leeds United Museum, Legio VI Victrix Cohors II Cimbria, Lindhardt og Ringhof, Livgardens Historiske Samling, Lunds Domkyrka, Lützhøfts Købmandsgård, Maria Helleberg, Middelaldercentret Nykøbing F., Modstandsgruppen Kaj Munk, Museum Sønderjylland, Naxos Danmark, Non Nomen, Nordiska Museet, Politihistorisk Forening, Politikens Forlag, Prelo Prints, Regimentet, Ringsted Radiomuseum, Royal Armouries Museum, Samfundslitteratur, Sammenslutningen af lokalarkiver i København, Selskabet for Arbejderhistorie, SFAH, Sjællandske historiske Artillerie og Feltcorps, Skolehistorie, Society for Combat Archaeology, Sporvejsmuseet, Stjerne Radio, Straarup & Co., Syddansk Universitetsforlag, TaxiBjarne, Teatermuseet i Hofteatret, Tråde i tiden, Turbine Forlaget, Ulfhednir, Ungdomsøen, Vasamuseet, Viktors Farmor, Visit Lund, Westfront 1916, Vrak Museum of Wrecks, Uppåkra Arkeologiska Center, WW2 Tommies, ww2yanks.dk, Æra, Aarhus Universitetsforlag |            |                                                                                          |
| 2025 | 29.-30. marts   | 75               | Anno 9. April – Reenactment, Blue and Gray American Civil War Reenactors of Denmark, Cultours, Dacapo Records, DAFARO (Danish Airbase Fire And Rescue Organization), Danmarks Radio, Dannebrogs-Samfundet, Dansk Jødisk Museum, Dansk Militærhistorisk Køretøjs-Forening, Danevirke Museum, Dansk Centralbibliotek for Sydslesvig, Dansk Pædagogisk Historisk Forening og Samling, Danske Empire Dansere, Danske Slægtsforskere, Danskernes Historie Online, Den Slesvigske Samling, Det Hemmeligste Af Det Hemmelige, Det Udenrigspolitiske Selskab, Deutsches Museum Nordschleswig, DR-Museum, Edition S, Falck Museets Venner Solrød, Forlaget Grønningen 1, Forlaget Multivers, Forstadsmuseet, Frederik 3.s Garde, Frihedsmuseets venner, Frimærke-, Brev- & Postkortsamleren, Frydenlund, Fængselshistorisk Selskab, Gads Forlag, Gardehusarregimentets Historiske Samling, Glimmingehus, Grænseforeningen, Gyldendal, Historie Haderslev, Historisk Samfund for Sønderjylland, HITEK – IDAs selskab for Historisk Teknologi, Hoi Forlag, Hovedstadens Beredskab, Brandmuseet, Kle-art, Klostret i Ystad, Kristeligt Dagblads Forlag, Københavns Stadsarkiv, Legio VI Victrix Cohors II Cimbria, Lex.dk, Lindhardt og Ringhof, Livgardens Historiske Samling, Lützhøfts Købmandsgård, Maria Helleberg, Marinehistorisk Selskab, Middelaldercentret Nykøbing F., Modstandsgruppen Kaj Munk, Museet Skibene på Holmen, Museum Tusculanums Forlag, Naxos Danmark, Non Nomen, Orlogsmuseets Modelbyggerlaug, Politihistorisk Forening, Politikens Forlag, Regimentet, Regionsmuseet Kristianstad, Rigsarkivet, Ringsted Radiomuseum, Royal Armouries Museum, Sammenslutningen af lokalarkiver i København, Selskabet for Arbejderhistorie, SFAH, Sjællandske historiske Artillerie og Feltcorps, Skolehistorie, Society for Combat Archaeology, Sporvejsmuseet, Stjerne Radio, Straarup & Co., Svane & Bilgrav, Syddansk Universitetsforlag, Sydslesvigsk Forening, Teatermuseet i Hofteatret, Tråde i tiden, Turbine Forlaget, Vasamuseet, Viktors Farmor, Vrak Museum of Wrecks, Westfront 1916, WW2 Tommies, ww2yanks.dk, Æra, Österlens Museum, Aarhus Universitetsforlag |            |                                                                                          |